# Casey Neistat
Casey Owen Neistat (* 25. března 1981, New London, Connecticut) je tvůrcem populárních videí na YouTube a spoluzakladatelem sociální mediální společnosti Beme. Casey a jeho bratr Van, jsou tvůrci série na HBO, The Neistat Brothers. Jeho YouTube kanál přesáhl 30. září 2016 hranice 5 milionů odběratelů, v roce 2021 již čítal přes 12,4 milionů odběratelů.

## Život
Neistat se narodil a vyrostl v New London, Connecticut. Školu opustil v 10. ročníku a nevrátil se. Od 17 do 20 žil v přívěsu se svojí přítelkyní, a synem Owenem. V té době umýval nádobí. Ve 20 letech se rozhodl, že se přestěhuje do New Yorku, poté co ho přítelkyně Robin Harrisová opustila. V New Yorku se snažil splnit si svůj sen a začít se věnovat natáčení.
Dne 29. prosince 2013 se Casey oženil s Candice Pool, spolu mají 2 dcery, Francine Neistat a Georgie Neistat.
Dne 10. května 2019 Casey oznámil, že se bude se svojí rodinou stěhovat z New York City do Los Angeles.

## Film a televize

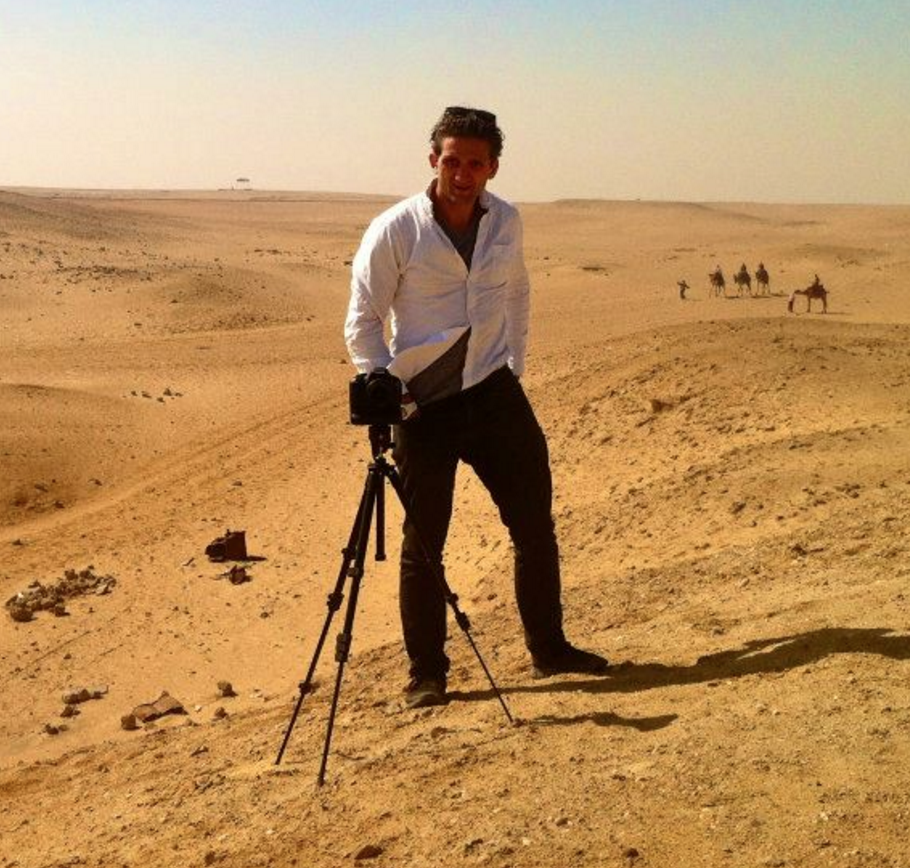
Casey Neistat při natáčení série pro HBO, The Neistat Brothers

Po přestěhování do New Yorku Neistat pracoval jako rozvažeč balíků a myl nádobí. Se svým bratrem následovně začal tvořit filmy a krátké série.

### iPod's dirty secrets
Neistat na sebe poprvé poukázal v roce 2003, díky krátkému filmu s názvem "iPod's Dirty Secret", kritizující Apple za baterii obsaženou v iPodu, která není vyměnitelná a vydrží pouze 18 měsíců. Film získal národní mediální pozornost a přinesl široký pohled na politiku společnosti Apple vůči bateriím pro iPod.

### Tom Sachs Films
V polovině roku 2001 Casey a jeho bratr Van začali pracovat s umělcem Tomem Sachsem na sérii filmů o umělcových sochách a instalacích.

### Science experiments
S bratrem Vanem vytvořili sérii 15minutových videí dokumentujících různé přírodovědné experimenty.

### The Neistat Brothers HBO
V červenci 2008 si HBO koupila osmi dílovou sérii The Neistat Brothers za necelé 2 miliony dolarů. Tato série pojednávala o životech Caseyho a Vana.

## YouTube
Dne 5. února 2010 si Casey založil účet na YouTube, kam začal nahrávat videa. Casey Neistat se stal velmi populárním. Postupně přestal spolupracovat s televizí a filmy začal nahrávat na YouTube. Casey 24. března 2015 začal s denní pravidelností vydávat denní vlogy, což mu přineslo vyšší sledovanost a nové diváky. V srpnu 2015 dosáhnul 1 000 000 odběratelů, za půlrok denních vlogů se jeho odběry zdvojnásobily. Natočil také video Draw My Life, ve kterém popisuje celý svůj život. Napůl se živí YouTubem, napůl vlastnictvím mobilní aplikace Beme.
Jeho kanál 9. srpna 2016 odebíralo 4 000 000 lidí, z 500 000 odběratelů se tak na tento počet dostal za 18 měsíců. Hranici 5 000 000 odběratalů překonal Neistat přibližně 2 měsíce po milníku 4 milionů, 30. září 2016, v té době byl v Nashville.
Dne 19. listopadu 2016 Casey po 18 měsících a více než 500 videích skončil s denními vlogy. Ke vlogům se poté vrátil 27. března 2017, sice je nazývá jako denní, ale úplně denní nejsou.